# Baroud
Baroud is een Franse dramafilm uit 1932 onder regie van Rex Ingram en Alice Terry. Er werd tegelijk een Engelse en een Franse versie van de film gedraaid.

## Verhaal
André Duval en Si Hamed zijn allebei spahi's, soldaten in een koloniale cavalerie-eenheid van het Franse leger in Marokko. Duval wordt verliefd op de zus van Si Hamed. Die onmogelijke liefde stelt de vriendschap tussen de beide soldaten zwaar op de proef. Ze leggen hun vete weer bij om samen de aanval van een vijandige stam af te slaan.

## Rolverdeling

### Engelse versie
| Acteur            | Personage      |
| ----------------- | -------------- |
| Felipe Montes     | Si Alal        |
| Rosita Garcia     | Zinah          |
| Pierre Batcheff   | Si Hamed       |
| Rex Ingram        | André Duval    |
| Arabella Fields   | Mabrouka       |
| Andrews Engelmann | Si Amarok      |
| Dennis Hoey       | Kapitein Sabry |
| Laura Salerni     | Arlette        |

### Franse versie
| Acteur            | Personage      |
| ----------------- | -------------- |
| Philippe Moretti  | Si Alal        |
| Rosita Garcia     | Zinah          |
| Pierre Batcheff   | Si Hamed       |
| Roland Caillaux   | André Duval    |
| Arabella Fields   | Mabrouka       |
| Andrews Engelmann | Si Amarok      |
| Georges Busby     | Lakhdar        |
| Roger Gaillard    | Kapitein Sabry |
| Colette Darfeuil  | Arlette        |